# Natalia Berloff
Natalia G. Berloff es una profesora de matemáticas aplicadas en la Universidad de Cambridge. Su investigación incluye el uso de polaritones para simular estructuras como el modelo XY clásico.

## Temprana edad y educación
Berloff creció en Rusia. Obtuvo su Ph.D. en la Universidad Estatal de Florida en 1996, bajo la supervisión de Louis Norberg Howard.

## Carrera
Berloff obtuvo una beca de investigación del presidente de la UC en el Departamento de Matemáticas de la Universidad de California, Los Ángeles de 1997 a 1999 y continuó allí como profesora asistente de PIC de 1999 a 2002, cuando se convirtió en becaria del Jesus College, Cambridge y miembro de la facultad en el Departamento de Matemáticas Aplicadas y Física Teórica en Cambridge, donde ahora es profesora de Matemáticas Aplicadas. 
De 2013 a 2016, se despidió de Cambridge para desempeñarse como profesora y directora del programa de materiales de fotónica y cuántica en el Instituto de Ciencia y Tecnología de Skolkovo en Rusia. 